# Camille Besse
Camille Besse (1889 - 1966) va ser una compositora, cantant, professora de música i organista de Perpinyà, al Rosselló.
Es diplomà en cant a la Schola Cantorum de París. A més de ser organista titular de l'església de Santa Maria de la Real de Perpinyà entre 1920 i 1950 aproximadament, i professora de música, Besse va ser autora de centenars d'obres per a piano, orgues, veu, instruments de vent o de corda. Les partitures de 800 obres seves es conserven al Museu català de les arts i tradicions populars de Perpinyà, que el 2007 li dedicà una exposició en el marc de la nit dels museus.

## Obres
- L'Albère sicilienne (1962), amb lletra de Joana Mauresó Mouragues
- Amertume (1962), amb lletra de Joana Mauresó
- Collioure, un jour! (1967), lletra de Lucien-Claude Barriot
  - Cotlliure… un jour (1967), sardana
- Credo à la Pologne (Perpinyà, 1917), per a veu i piano sobre una poesia de Sawicka-Rosnanska
- La veu de les pedres (1917), per a veu i piano, sobre textos de Clam roig de Carles Grandó[3]